# From Chaos to 1984 (Live)
From Chaos to 1984 (Live) – trzecia, koncertowa płyta zespołu The 4-Skins wydana w 1984 roku przez firmę Syndicate Records.

## Lista utworów
1. Wonderful World
2. Jealousy
3. On the Streets
4. Johnny Go Home
5. 1984
6. Bread or Blood
7. Saturday
8. A.C.A.B.
9. City Boy
10. 5 More Years
11. Evil
12. On File
13. Clockwork Skinhead
14. Chaos